# Hydropsyche rizali
Hydropsyche rizali är en nattsländeart som beskrevs av Banks 1937. Hydropsyche rizali ingår i släktet Hydropsyche och familjen ryssjenattsländor. Inga underarter finns listade i Catalogue of Life.